# Yasmin Le Bon
Yasmin Le Bon (ur. 29 października 1964) – brytyjska modelka.
Yasmin Le Bon została odkryta w 1981 roku przez jedną z lokalnych agencji modelek. Niebawem zaczęła pozować dla znanych fotografików, takich jak: Arthur Elgort oraz Andrew Macpherson. Po pierwszych sukcesach w Wielkiej Brytanii podpisała międzynarodowe kontrakty z paryskim i nowojorskim oddziałem agencji Elite. Coraz częściej zaczęła pojawiać się na okładkach brytyjskich i amerykańskich wydań magazynów mody: Vogue, Marie Claire, Cosmopolitan, Elle oraz Harper’s Bazaar. Na wybiegu prezentowała kolekcje takich domów mody jak: Versace, Chanel, Christian Dior i Escada. Od 1985 roku jej mężem jest wokalista słynnej grupy Duran Duran, Simon Le Bon. Mają trzy córki, w tym Amber Le Bon, która również jest modelką.